# Jardí Botànic de Palerm

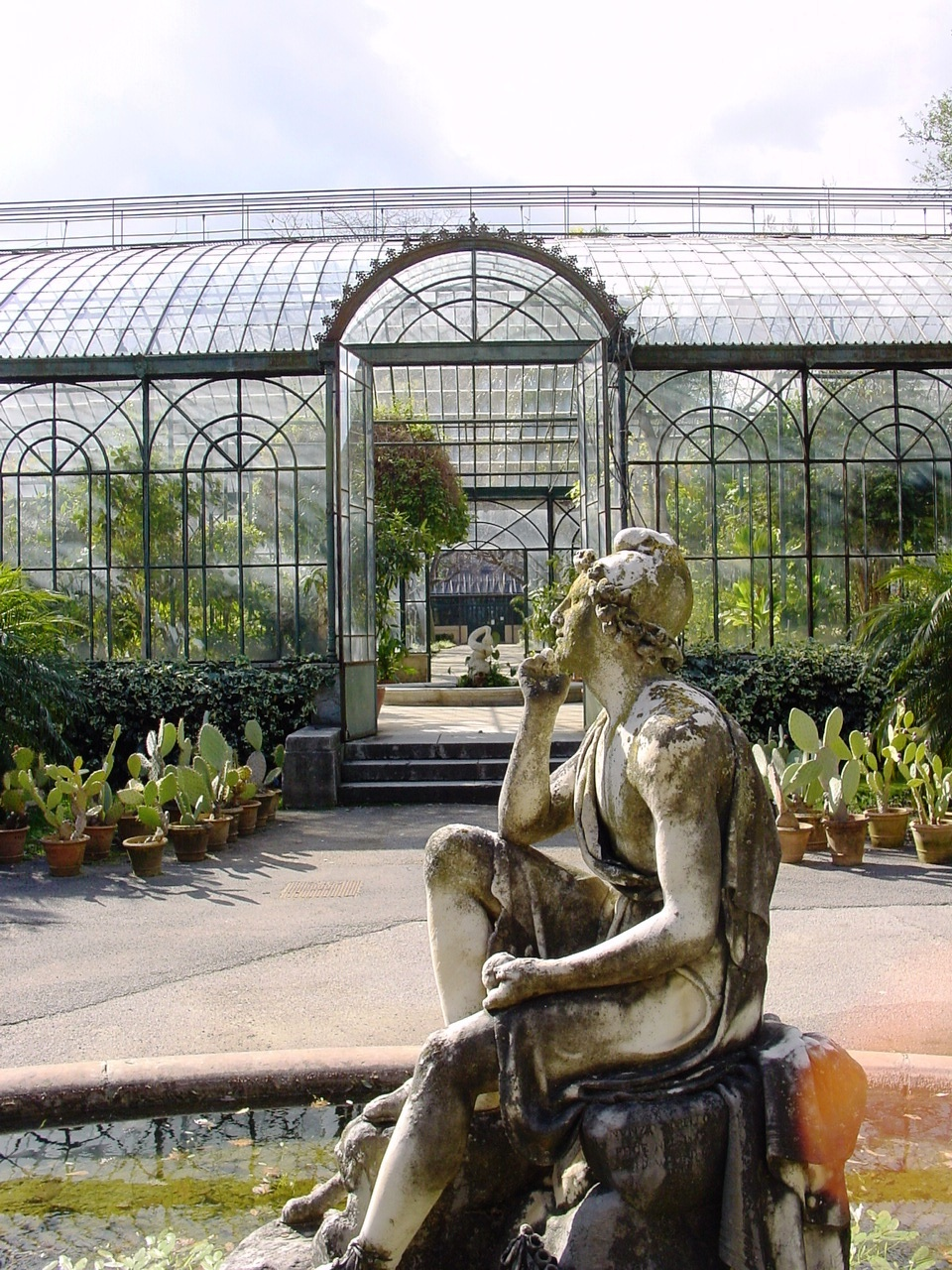
Entrada al Giardino d'Inverno del Jardí Botànic de Palerm

El Jardí Botànic de Palerm (en italià, Orto Botanico di Palermo o també com Orto Botanico dell'Università di Palermo) es troba a la ciutat de Palerm a l'illa italiana de Sicília. Aquest jardí botànic té una extensió d'unes 10 hectàrees i és una institució didàctica i científica que depèn del Departament de Ciència Botànica de la Universitat de Palerm. El codi d'identificació internacional com a membre del Botanic Gardens Conservation International (BGCI), així com les sigles del seu herbari, és PAL.
El seu origen es remunta al 1779 però l'any 1786, per necessitats d'espai, es decideix traslladar-lo a la seva ubicació actual, en el Piano di Sant'Erasmo de Palerm. Aviat s'inicià la construcció de l'edifici principal en estil neoclàssic. Està constituït d'un edifici central –Gymnasium–, i de dos cossos laterals –Tepidarium i el Calidarium–. L'extensió actual, d'unes 10 hectàrees, es conseqüència d'una ampliació de l'any 1892. El 1985 el jardí va passar a ser un departament dels estudis de botànica de la Universitat de Palerm. El gran Ficus magnolioides, que constitueix el símbol del jardí modern, va ser importat de l'Illa Norfolk (Austràlia), el 1845.

## Història

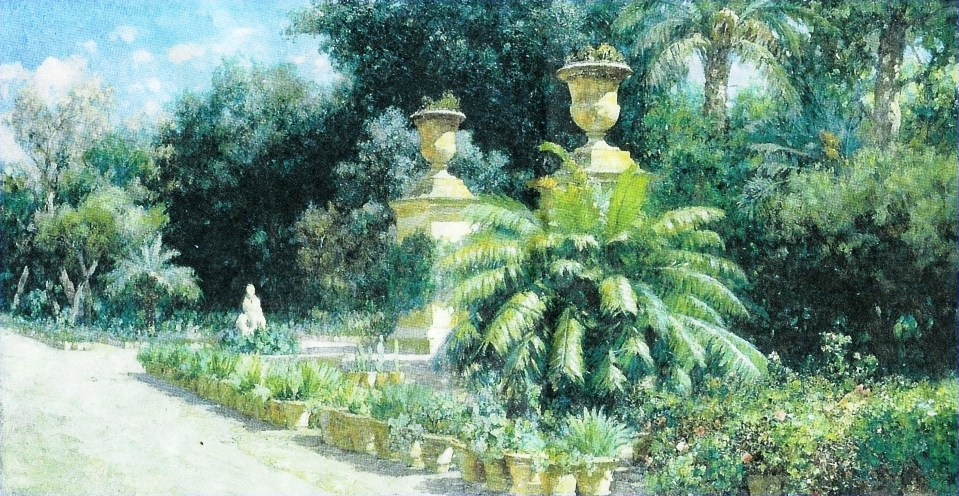
Orto botanico di Palerm, per Francesco Lojacono (1838-1915).

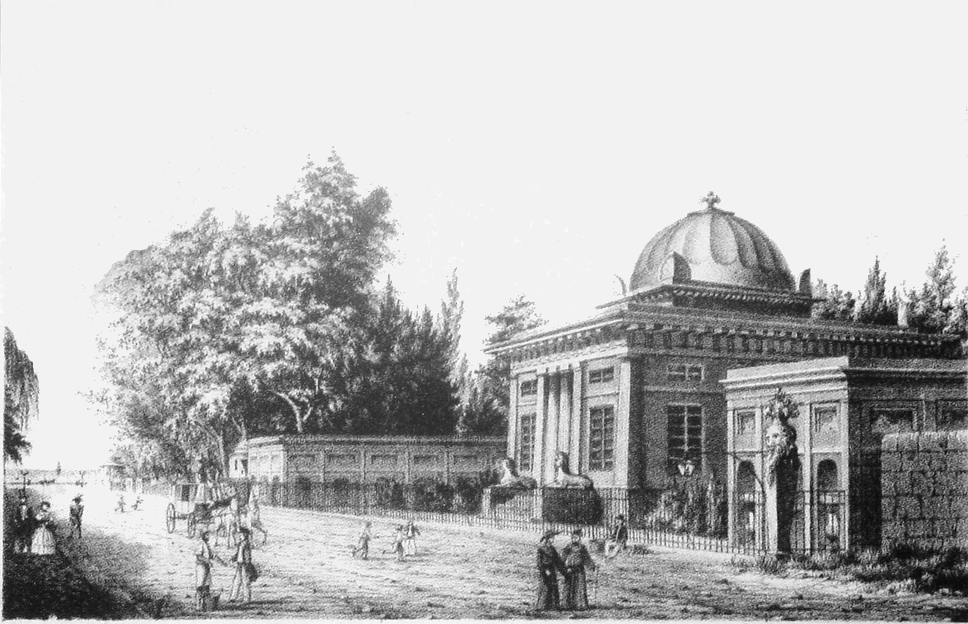
Palerm - vista històrica del jardí botànic.

El seu origen es remunta al 1779, any en el qual l' Accademia dei Regi Studi institueix la càtedra de Botanica i Matèria medica i se li assigna un modest tros de terreny per crear un petit jardí botànic dedicat al cultiu de plantes medicinals útils per a l'ensenyament i la salut pública.
Aquest primer jardí ben aviat es va veure que era insuficient per a les necessitats i en el 1786 es decideix de transferir-ho a la que és la seva seu actual, situat en el Piano di Sant'Erasmo, en la seva època tristament famós com a lloc d'execucions de la Inquisició. L'any 1789 s'inicia la construcció del cos principal de l'edifici del jardí, en estil neoclàssic. Està constituït d'un edifici central, el Gymnasium, i de dos cossos laterals, el Tepidarium i el Calidarium, projectat per l'arquitecte francès Léon Dufourny, a qui es deu el disseny de les plantacions de la part més antiga del Jardí. Aquesta part està a prop del Gimnasyum, amb un esquema rectangular, subdividit en quatre paral·lelograms, en els quals les espècies es troben disposades segons el sistema de classificació de Carl von Linné. El "nuovo Orto" va ser inaugurat el 1795; en els anys següents va anar acreixent, amb l'Acquarium (1798), un gran estany en el qual prosperen nombroses espècies de plantes aquàtiques, i amb la serra Maria Carolina, 1823. El gran Ficus magnolioides, que constitueix el símbol del jardí modern, va ser importat de l'Illa Norfolk (Austràlia), el 1845. L'extensió actual, d'unes 10 hectàrees, es conseqüència d'una ampliació de l'any 1892. El 1985 el jardí va passar a ser un departament dels estudis de botànica de la Universitat de Palerm.

### Cronologia dels directors del Jardí Botànic
| - 1795-1812 Giuseppe Tineo - 1814-1856 Vincenzo Tineo - 1856-1892 Agostino Todaro - 1892-1921 Antonino Borzì - 1921-1923 Domenico Llança - 1923-1928 Luigi Buscalioni - 1928-1939 Luigi Montemartini - 1939-1968 Francesco Bruno | - 1968-1971 Antonino De Leo - 1971-1976 Vittorio Camarrone - 1976-1990 Andrea di Martino - 1990-1996 Francesco Maria Raimondo - 1996-1998 Andrea di Martino - 1998-2003 Salvatore Trapani - 2003-... Francesco Maria Raimondo |

## Estructura i col·leccions

### Gymnasium, Calidarium i Tepidarium
Davant l'entrada està el Gymnasium, l'edifici central en estil neoclàssic, que originalment era la seu de la Schola Règia Botanice, del Herbarium, de la Biblioteca i de la casa del Director. Al costat del Gymnasium hi ha dos edificis menors disposats simètricament: el Calidarium i el Tepidarium, perquè originalment albergaven, respectivament, plantes de climes càlids i de climes temperats.

### Sistema linneano
Està en el sector més antic del jardí, dissenyat segons un esquema rectangular, amb subdivisions de quatre paral·lelograms, que al seu torn se subdivideixen en jaços de sembra quadrats, on les plantes es disposen seguint la classificació linneana. Les plantacions originals d'aquest sector s'han modificat amb el temps, ja que algunes de les plantes originals que tenien un major desenvolupament ofegaven a les més properes.

### Aquarium i altres estanys

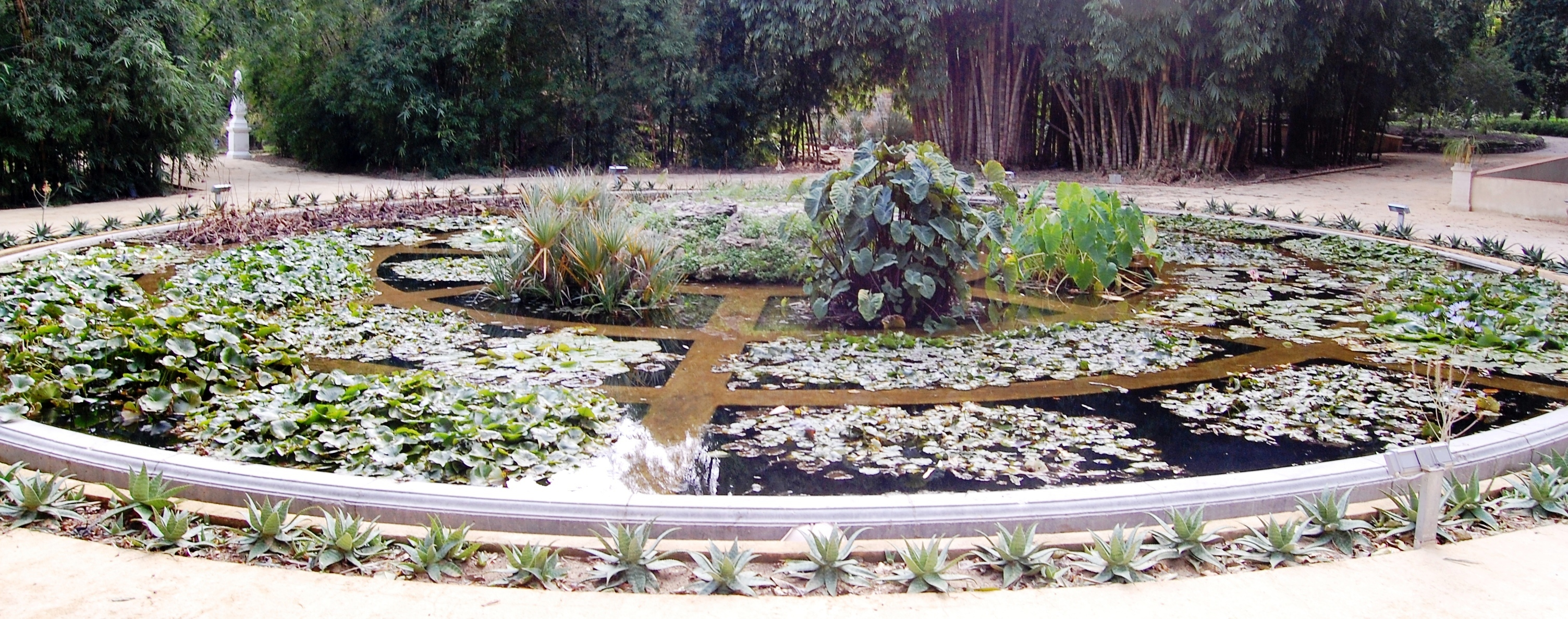
Aquarium

Al fons del passeig central, es troba l Aquarium, un gran estany circular subdividit en 24 compartiments, que s'obtenen repartint radialment tres sectors concèntrics en vuit parts, que contenen nombroses espècies aquàtiques.
A pocs metres de l' Aquarium es troba el Laghetto, un altre estany ampli en el qual les plantes es disposen d'una manera informal. Diferents estancs d'aigua es troben dins dels quadrats linneans.

### Hivernacles (Serre)
El jardí ha anat creixent amb el temps incorporant una sèrie d'hivernacles (serre), que actualment sumen uns 1300 metres quadrats.
El més antic d'aquests és la serra Maria Carolina, donació de la reina Maria Carolina d'Àustria, anomenat Giardino d'Hiverno. Originalment, l'estructura estava feta de fusta amb un recobriment d'estuc però en la segona meitat del segle xix es va reconstruir amb una estructura metàl·lica.
Altres hivernacles són:
- La serra delle succulente, amb plantes d'ambients càlids i àrids.
- La serra sperimentale, que actualment té bananers i papaies.
- La serra della Regione, amb plantes d'ambients càlids-humits
- La serra per il salvataggio delle succulente, annexa al Departament de Ciència Botànica
- La serra delle felci

### Ordenament ecològic i geogràfic
En aquest sector les plantes s'agrupen segons criteris geogràfics i ecològics. Aquí ens trobem el Giardino a succulente, constituït per nombroses espècies dels ambients àrids africans, el Palmetum, el Cycadetum, i la collinetta mediterranea que alberga algunes espècies de les més significatives de la flora espontània mediterrània, conté diversos endemismes i alguna raresa.

### Sector experimental i de les plantes útils
En el sector experimental, situat en l'esquena del Giardino d'Hiverno, es conreen plantes tropicals i subtropicals que són la base d'experimentació i estudi de programes en marxa, entre les quals es troba el cotó, cítrics, canya de sucre, sorgo.
El sector de les essències útils, que s'estén pel vessant sud del jardí, comprèn una zona reservada a les plantes "oficinals", tèxtils, de resina i goma, d'oli, d'essència i d'escorça.

### El sector d'Engler
Aquest sector denominat com a nou sector, comprèn la part meridional del jardí, en el qual es disposen les plantes segons la classificació d'Engler. Les espècies estan repartides en tres sectors, respectivament dedicats a les gimnospermes, a les angiospermes dicotiledònies i a les angiospermes monocotiledònies.

### Herbarium
El modern Herbarium mediterraneum, es troba en alguns edificis restaurats dispersos pel jardí, i s'estén per una superfície d'uns 6000 metres quadrats. El cos principal de la col·lecció està constituït pel Erbario Siculo i pel Erbario Generale del Departament de Ciència Botànica, estimat respectivament entorn dels 50.000 i 200.000 espècimens; d'aquest últim prop d'una cambra és de procedència mediterrània.
El material de fora de Sicília està constituït per col·leccions provinents de Portugal, Espanya, França, Còrsega, Sardenya, Grècia, Creta, Xipre, Algèria i Egipte. Comprèn unes 2.000 algues, 1.600 líquens, 4700 briòfits i un miler de micets.

### El banc de germoplasma
El banc de germoplasma, es va iniciar en 1993, s'inscriu en el context d'un projecte per la salvaguarda del patrimoni genètic de la flora de l'àrea mediterrània. La funció específica del banc és la conservació exsitu, a curt i a llarg termini, de les llavors de les espècies endèmiques, rares, o amenaçades. Les llavors de les plantes, una vegada recollides i catalogades, són tractades de manera adequada i conservades en recipients de vidre, a la disposició de les institucions per al seu intercanvi. Les llavors que es conserven, es comproven periòdicament per comprovar la seva capacitat de germinació i de viabilitat.
El banc forma part de la xarxa RIBES (Repti Italiana delle Banche per la conservazione Ex-Situ del germoplasma).

## Espècies rellevants

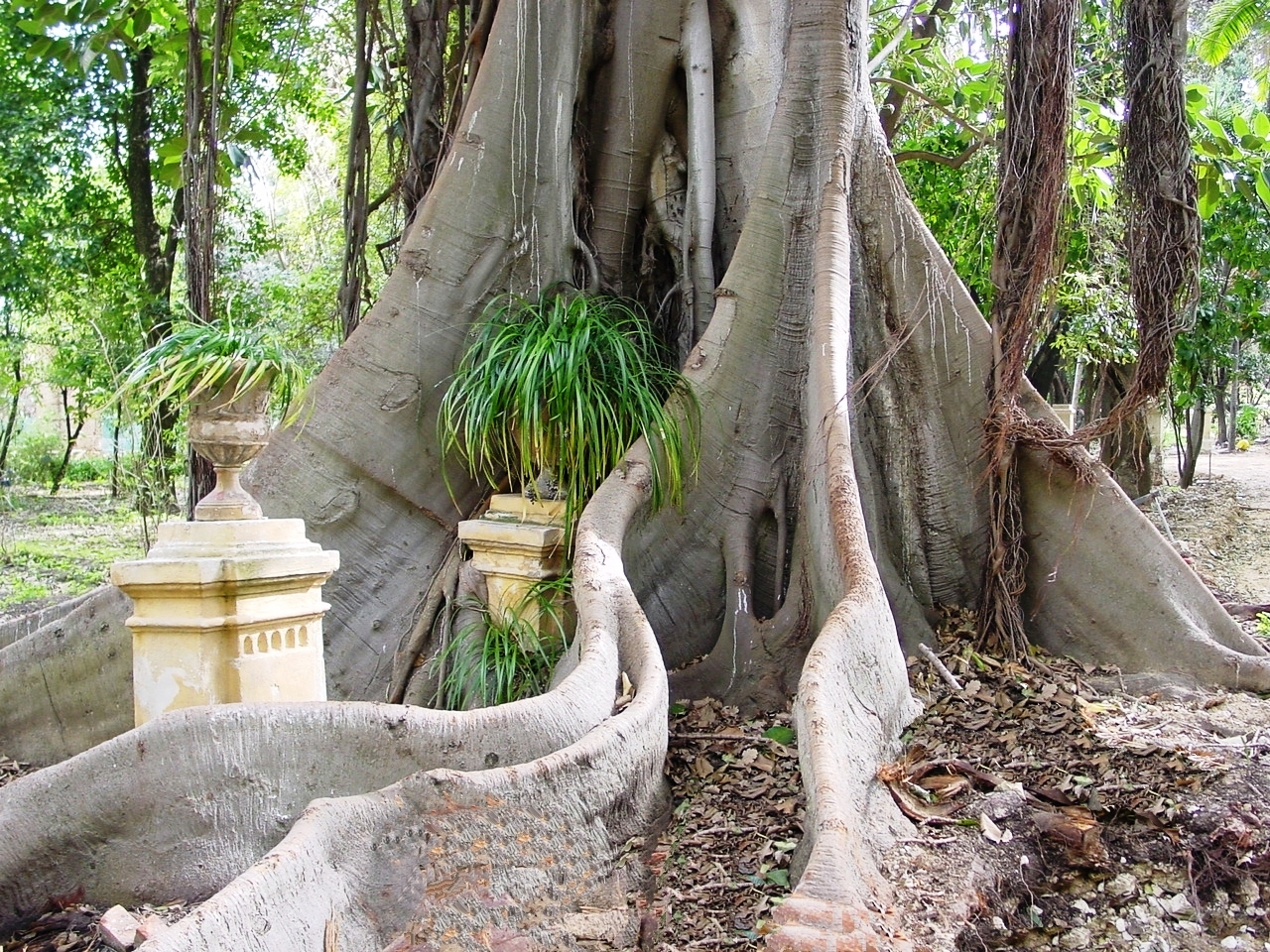
Arrels espectaculars del Ficus macrophylla

El Jardí Botànic de Palerm té actualment unes 12.000 espècies diferents. Fou creat en una època de grans exploracions botàniques i cap a la segona meitat del segle xix i a començaments del XX, estava en el punt de mira dels grans jardins botànics del nord d'Europa. A causa del seu clima més favorable, hi traslladaren moltes de les espècies de la flora exòtica tropical encara no ben classificades, i que no es coneixien prou bé les seves preferències climàtiques. En aquest aspecte, fou molt important la col·laboració amb el Jardí Botànic de Berlín, sota la direcció d'Adolf Engler, que hi va traslladar nombroses espècies exòtiques asiàtiques, africanes, australianes i sud-americanes. Al Jardí Botànic de Palerm es va realitzar, per exemple, la introducció a l'àrea mediterrània del mandariner (Citrus deliciosa) i del nesprer del Japó (Eriobotrya japonica).

### Plantació linneana

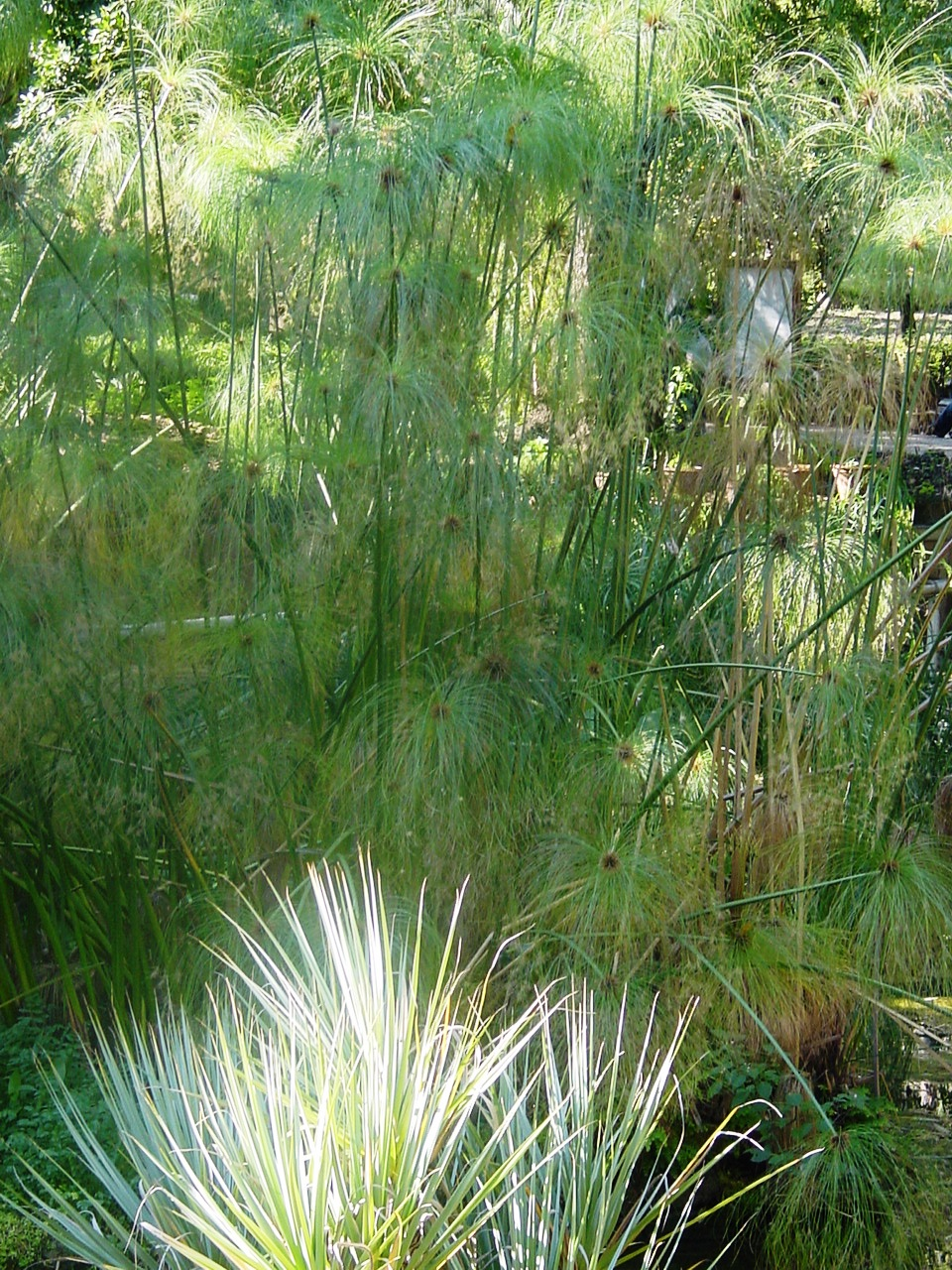
Estany dels papirs.

La primitiva plantació linneana comprenia 1.580 espècies diferents, 658 de les quals encara existeixen actualment. Entre aquestes cal destacar especialment un gran exemplar de Ginkgo biloba. En l'Aquarium es troben diverses espècies de nimfees, entre les quals la Nymphaea alba, N. tuberosa, l'híbrid de Nymphaea × marliacea, la vistosa flor multicolor, Nuphar lutea i la flor de lotus Nelumbo nucifera. En la part més interior es poden trobar Alocasia sp., Colocasia sp., Zantedeschia sp., mentre que en el petit llac d'aigua del costat, el "Laghetto", es troba el papir egipci (Cyperus papyrus) i altres ciperàcies com el Scirpus lacustris i el Cyperus alternifolius.
A poca distància creixen diverses espècies de bambús i a la dreta, sobre un pujol artificial, sobresurt un notable exemplar de drago (Dracaena draco). Al fons es troba la planta més alta del jardí, una vetusta Araucaria columnaris i, la més gran, un gegantí exemplar de Ficus magnolioides (Ficus macrophylla subsp. columnaris) amb grans arrels tabulars i columnars, portat de l'Illa Norfolk (Nova Zelanda), l'any 1845.

### Suculentes i cycadales
El jardí de plantes suculentes de l'àrea de l'ordenament ecològic allotja nombroses espècies del gènere Aloe i diverses altres plantes dels ambients àrids entre els quals Cereus, Crassula, Euphorbia i Opuntia. Al costat de la col·lecció de les plantes suculentes, hi ha un gran exemplar de Ficus rubiginosa que genera un ambient que recorda la jungla.
A l'àrea del Cycadetum es troben algunes espècies de Cycadales que es poden definir com a històriques. Entre elles la Cycas revoluta, una donació de la reina Maria Carolina del 1793, que fou el primer exemplar d'aquesta espècie exhibit a Europa. En períodes successius van ser adquirides les zamiàcies Ceratozamia mexicana i Dioon edule, ambdues mexicanes, i la Cycas circinalis, una elegant espècie de l'Índia. El 1997 la col·lecció s'ha vist enriquida gràcies a l'adquisició de diversos exemplars de gran valor, com el Dioon spinulosum, Encephalartos altensteinii, Encephalartos longifolius, Encephalartos villosus, Macrozamia moorei i Zamia furfuracea.

### Palmetum i Jardí d'Hivern

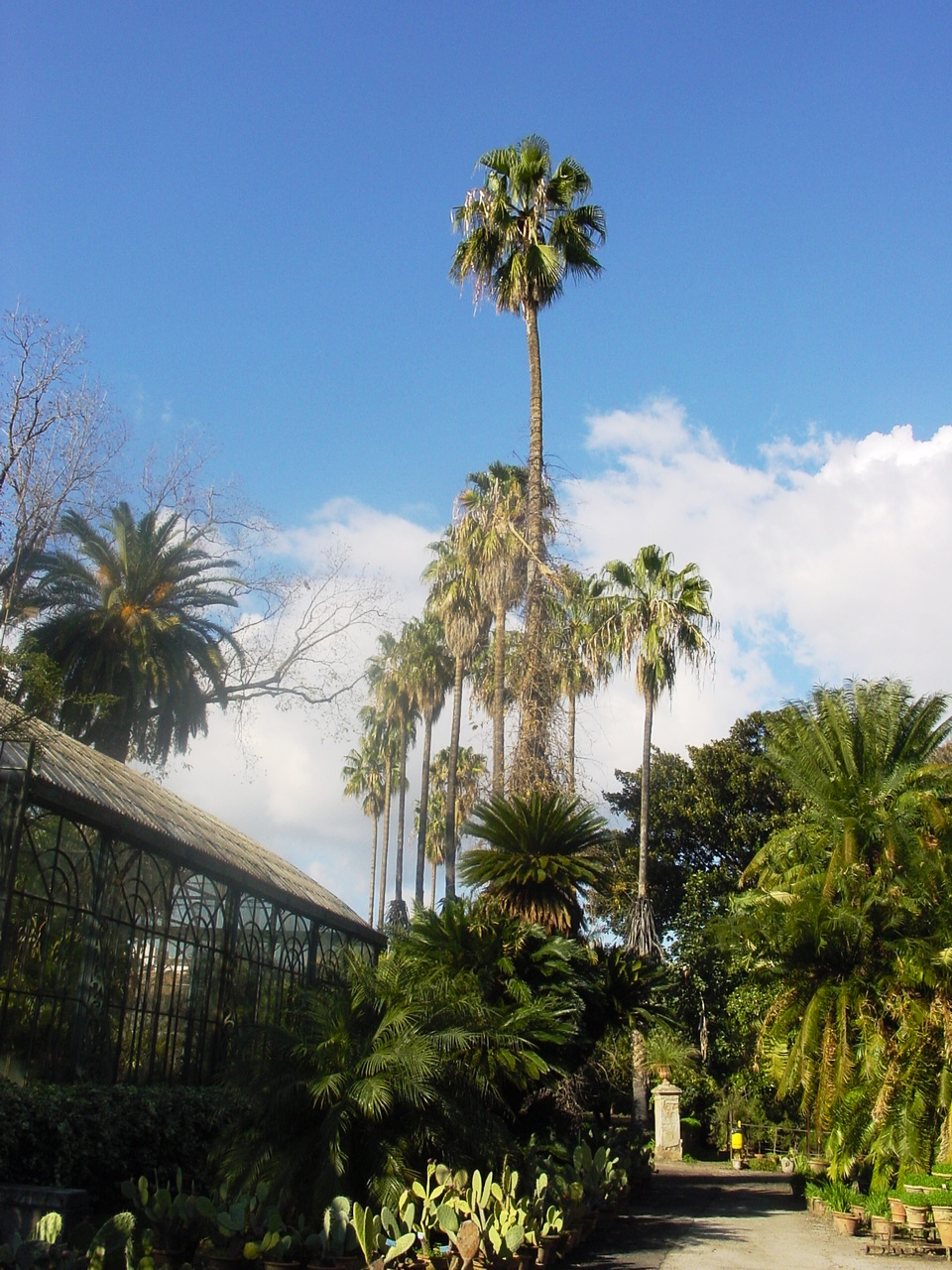
Washingtonia filifera

A l'àrea del Palmetum es troba el Chamaerops humilis, única palmera natural a Sicília, i nombroses palmeres exòtiques, de les quals el jardí és particularment ric, podent-se trobar exemplars plantats a terra o en test; en total, uns 34 gèneres i unes 80 espècies. El gènere Washingtonia està representat amb la W. filifera, i la W. robusta. Del gènere Phoenix, la "palmera de dàtils" (Phoenix dactylifera), i a més a més, P. rupicola, P. reclinata, P. canariensis, P. roebelinii i P. teophrastii. També estan presents altres gèneres: Chamaedorea, Brahea, Sabal, Erythea, Livistona, Howea i Trachycarpus.
El Jardí d'Hivern conté nombroses espècies provinents de les regions càlides d'Àfrica, Amèrica Central, Sud-amèrica, Àsia i Austràlia. Cal destacar la planta del cafè (Coffea arabica), la papaia (Carica papaya), nombroses espècies de Bougainvillea, la canyella (Cinnamomum ceylanicum), la parmentiera (Parmentiera cereifera) i la mimosa sensitiva (Mimosa spegazzinii). En la Serra della Regione, es conrea en test la palmera del viatger (Ravenala madagascariensis) i diverses espècies d' Anthurium, Codiaeum, Pandanus i altres plantes pròpies de climes càlids i humits del tròpic equatorial. Al costat, en uns hivernacles petits, orquídies i plantes carnívores. I, a prop, algun exemplar de plantes suculentes de l'hivernacle homònim, amb exemplars de Echinocactus grusonii de dimensions notables.

### Sector de plantes útils
En el "Sector experimental i de plantes útils" hi figuren plantes que són aliments, com la canya de sucre (Saccharum officinarum) i el sorgo sucrer (Sorghum saccharatum), ambdues utilitzades en l'obtenció de sucre; l'alvocat (Persea americana), varietats conreables del bananer (Musa × paradisiaca, Musa cavendishi), la nou pequen (Carya olivaeformis), la rica col·lecció de cítrics amb un centenar de conreessis de notable valor històric i de grand importància per a la conservació del germoplasma local. Cal esmentar les plantes medicinals entre les quals figuren el donzell major (Artemisia absinthium), el estramoni comú (Datura stramonium), el ginseng indià (Withania somnifera), la càmfora (Cinnamomum camphora) i la rosella de l'opi (Papaver somniferum).

### Llista d'espècies
| A - Acalypha hispida - Aeonium leucoblepharum - Agaphantus umbellatus - Aloe arborescens - Aloe saponaria - Aloe thraskii - Aloe xcaesia - Aloe xriccobonii - Aloe xspinosissima - Aloiampelos ciliaris (syn. Aloe ciliaris) - Annona cherimolia - Antholyza aethiopica - Antigonon leptopus - Araucaria columnaris - Archontophoenix alexandrae - Archontophoenix cunninghamiana - Arenga engleri - Artemisia absinthium - Astrophytum capricorne - Astrophytum myriostigma B - Bambusa macroculmis - Begonia maxima - Begonia x ricinifolia - Bombax ceiba - Bougainvillea aurantiaca - Bougainvillea splendens - Bougainvillea trolli - Bougainvillea valverde - Brahea armata - Buddleia davidi - Butia capitata C - Calliandra portoricensis - Calodendrum capensis - Caralluma europaea - Carica papaya - Carica quercifolia - Carya olivaeformis - Chamaerops humilis - Cinnamomum canphora - Cinnamomum ceylanicum - Coffea arabica - Caryota mitis - Centaurea ucriae - Ceratozamia mexicana - Cereus peruvianus - Chamaedorea ernesti-augusti - Chamaedorea metallica - Chamaedorea oblongata - Chorisia speciosa - Citrus maxima - Citrus paradisi - Citrus reticulata - Citrus volkameriana - Clivia nobilis - Coreopsis tripteris - Crescentia alata - Crinum longiflorum - Cycas circinalis - Cycas revoluta - Cyperus alternifolius - Cyperus papyrus | D - Datura stramonium - Dionaea muscipula - Dioon edule - Dioon spinulosum - Doryanthes palmeri - Dracaena draco - Drosera longifolia - Drosera rotundifolia - Dypsis decaryi E - Echidnopsis cereiformis - Echinocactus grusonii - Echinocactus ingens - Echinocereus blanckii - Encephalartos altensteinii - Encephalartos arenarius - Encephalartos horridus - Encephalartos longifolius - Encephalartos villosus - Encephalartos woodii × natalensis - Eriobotrya japonica - Erythrina corallodendron - Erythrina crista-galli - Erythrina humeana - Erythrina viarum - Euphorbia candelabrum - Euphorbia caput-medusae - Euphorbia dendroides - Euphorbia lactea - Euphorbia nivulia F - Fatsia papyrifera - Ficus altissima - Ficus aspera var. parcelli - Ficus benghalensis - Ficus benjamina - Ficus bibracteata - Ficus carica - Ficus elastica - Ficus elastica var. decora - Ficus elastica var. variegata - Ficus heterophylla - Ficus hispida - Ficus indica - Ficus infectoria - Ficus lyrata - Ficus macrophylla - Ficus magnifolia - Ficus microcarpa - Ficus palmata - Ficus pumila - Ficus religiosa - Ficus sycomorus - Ficus watkinsiana - Furcraea selloa | G - Ginkgo biloba - Grevillea robusta - Grewia malococca - Gymnocalycium tilcarense H - Heteropterys chrysophylla - Howea forsteriana I - Iochroma coccinea J - Jacobinia magnifica - Jubaea chilensis L - Livistona decipiens - Livistona mariae M - Macadamia ternifolia - Macrozamia communis - Macrozamia moorei - Mamillaria centricirrha - Mammillaria elongata - Mammillaria perbella - Melaleuca glaberrima - Melaleuca linariifolia - Mimosa spegazzinii - Musa cavendishi - Musa × paradisiaca N - Nelumbo nucifera - Nepenthes distillatoria - Nolina stricta - Notocactus apricus - Notocactus rutilans - Nymphaea alba - Nymphaea × marliacea - Nymphaea tuberosa - Nuphar lutea O - Opuntia engelmannii - Osteomeles schwerinae P - Parmentiera cereifera - Papaver somniferum - Paulownia tomentosa - Pennisetum setaceum - Peperomia caperata - Persea americana - Phoenix canariensis - Phoenix dactylifera - Phoenix reclinata - Phoenix roebelinii - Phoenix rupicola - Phoenix teophrastii - Pinus banksiana - Poinciana gilliesii - Pseudolobivia aurea | R - Ravenala madagascariensis - Ravenea rivularis - Rhapis excelsa - Rhopalostylis cheesemanii - Rhopalostylis sapida - Rhizophora mangle - Russelia equisetiformis S - Sabal bermudana - Sabal minor - Saccharum officinarum - Sagittaria lancifolia - Sarracenia purpurea - Scirpus lacustris - Serenoa repens - Sophora secundiflora - Sorghum saccharatum - Sparrmannia africana - Stapelia leendertziae - Stapelia variegata - Strophanthus scandens - Syagrus romanzoffiana T - Trithrinax campestris - Tipuana speciosa W - Washingtonia filifera - Washingtonia robusta - Wigandia caracasana - Withania somnifera Y - Yucca aloifolia - Yucca elephantipes Z - Zamia floridana - Zamia furfuracea - Zephyranthes rosea |

## Informació útil i curiositats
Orto Botanico dell'Università di Palerm Via Lincoln 2, I-90133 Palerm, Sicília Itàlia.
38° 06′ 48.39″ N, 13° 22′ 21.68″ E / 38.1134417°N,13.3726889°E
Està obert de dilluns a divendres. El jardí es pot visitar en dies festius dissabte i diumenges.
El jardí botànic alberga des de fa uns anys una desena de papagais de l'espècie Psittacula krameri, procedents de la veïna Vila Giulia i perfectament adaptats en l'hàbitat subtropical del jardí.